# 貝內紹夫

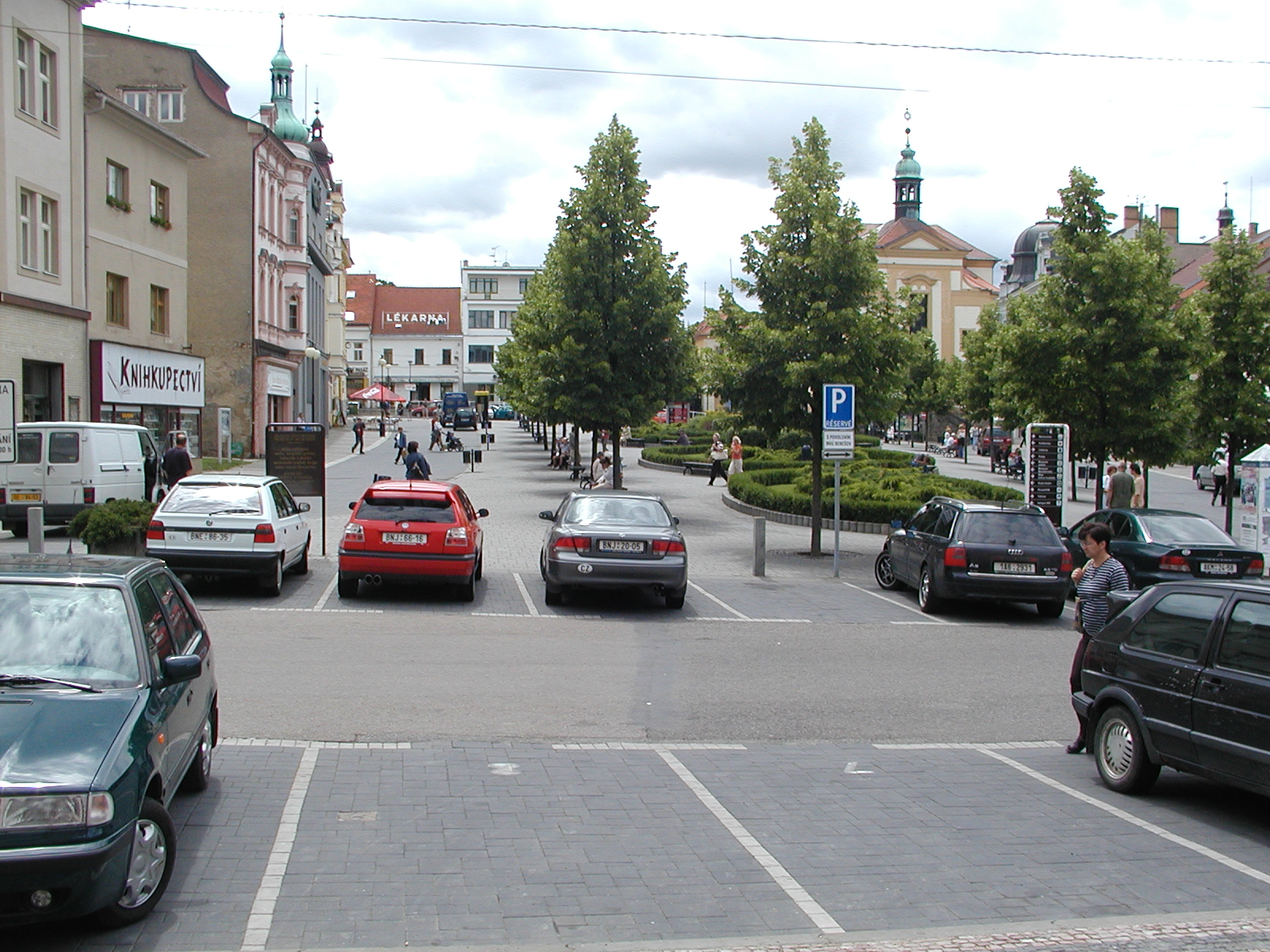

貝內紹夫是捷克的城鎮，位於該國中部，距離首都布拉格約40公里，由中波希米亞州負責管轄，始建於十一世紀，面積46.87平方公里，海拔高度360米，2019年人口16,656。

## 外部連結
- Municipal office（页面存档备份，存于）